# Kamisese Mara
Ratu Sir Kamisese Mara (né le 13 mai 1920 et mort le 18 avril 2004) est un homme politique fidjien, Premier ministre à deux reprises (1967-1987, puis 1987-1992) et président de la république des îles Fidji entre 1993 et 2000.

## Biographie
Né d'une famille noble (Tui Nayau) et royale, il étudie au Sacred Heart College d'Auckland, puis l'histoire à l'université d'Oxford au Royaume-Uni, puissance coloniale des Fidji. Il effectue ensuite un doctorat à la London School of Economics.
Son grand-oncle Ratu Sir Lala Sukuna, la figure prééminente de l'aristocratie fidjienne et de l'entente de celle-ci avec l'administration coloniale, le choisit comme futur dirigeant des Fidji et le forme aux plus hautes fonctions.
Kamisese Mara fonde le Parti de l'Alliance (Alliance Party, parti conservateur à dominante autochtone) et négocie à Londres avec Sidiq Koya, chef du Parti de la fédération nationale (National Federation Party, indo-fidjien). Il parvient à un compromis avec la communauté d'origine indienne : Fidjiens et Indo-Fidjiens ont eu autant de députés à la Chambre des représentants (22 chacun) et huit pour les Européens et autres minorités. La moitié des députés est élue par leur communauté, l'autre moitié au suffrage universel. Ce compromis a permis l'accession des Fidji à l'indépendance en 1970, la reine Élisabeth II étant toujours chef de l'État.
Mara est le premier chef du gouvernement des Fidji de 1970 à 1987 grâce aux succès du Parti de l'Alliance, mais aussi aux divisions au sein du PFN. L'Alliance et Mara sont battus aux élections de 1987 par une liste pluriethnique menée par le docteur Timoci Bavadra.
La retraite politique de Mara sera écourtée. Il est appelé à relever l'économie et le prestige des Fidji après les deux coups d'État du lieutenant-colonel Sitiveni Rabuka, et accepte de mener un gouvernement par intérim non-constitutionnel. Cinq ans plus tard, Mara remet le pouvoir à un gouvernement élu, mais les Indo-Fidjiens lui reprochent la nouvelle Constitution de 1990 favorisant les Fidjiens dits indigènes.
La république des Fidji ayant été proclamée en 1987 par le colonel Rabuka, abolissant la Couronne fidjienne, en 1993 Mara est nommé président de la République par le Grand Conseil des Chefs, et est proclamé peu après avec l'incapacité du président sortant.
Le 19 mai 2000, l'extrémiste fidjien George Speight et des hommes armés prennent en otage le Parlement et le gouvernement, dont la ministre du Tourisme Koila Nailatikau, fille de Kamisese Mara. Mara refuse de démissionner de la présidence et prend les pleins pouvoirs. Il est enlevé à bord d'un navire de guerre le 28 mai, escorté vers son île natale de Lakeba et sa démission lui est extorquée. Ratu Josefa Iloilovatu est nommé président de la République pour le remplacer.
Après la défaite des putchistes, à 80 ans, celui qui a incarné le pouvoir aux Fidji décide de ne pas redevenir président malgré un jugement de la Cour suprême fidjienne constatant l'inconstitutionnalité de sa démission. Le 21 décembre 2000, il signe une démission à effet rétro-actif datée du 29 mai.
Mara est décédé le 18 avril 2004 à Suva. À sa mort, l'enquête sur les participants du coup d'État se poursuit. Il était marié et avait eu cinq filles et deux fils.

## Bilan

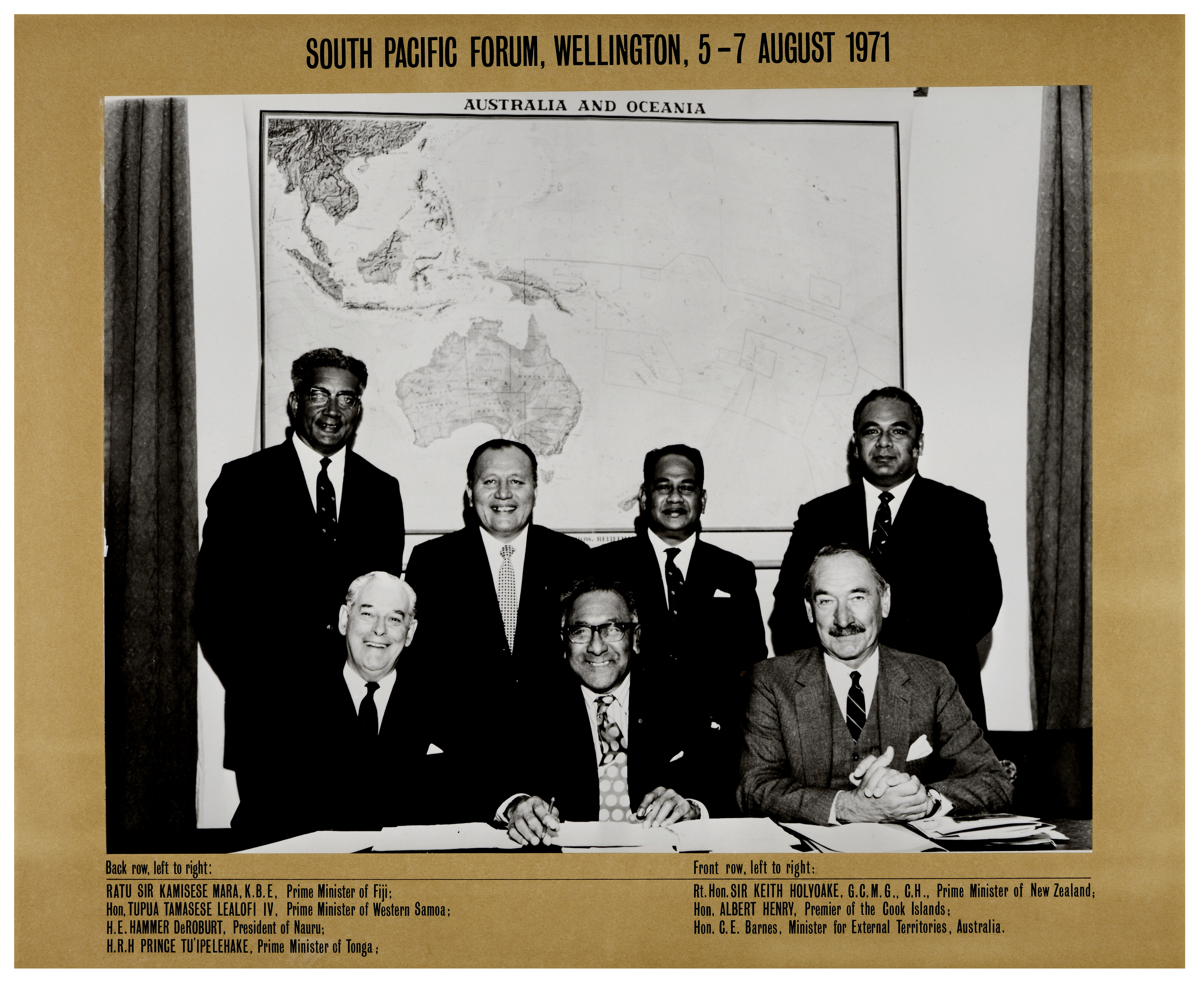
Kamisese Mara (en haut à gauche) avec les autres chefs de gouvernement fondateurs du Forum des Îles du Pacifique en 1971.

Au bilan de la carrière de Mara, il y a l'image d'un des fondateurs des îles Fidji en tant que pays indépendant, mais aussi comme un pays multi-ethnique essayant de vivre en paix, malgré les coups d'État des nationalistes fidjiens.
Sur le plan économique, la canne à sucre est devenue l'une des principales sources de revenus du pays. La production a ainsi doublé entre 1970 et 1987, passant de 250 000 à 500 000 tonnes. 90 % du sucre produit est exporté. Le gouvernement de Mara a négocié les débouchés de ce sucre grâce aux accords de Lomé. Mara a aussi contribué à la création d'une production de bois avec la plantation de 500 km2 de pinède.
Sur le plan international, il est l'un des fondateurs en 1971 du Forum du Pacifique sud et se met à la tête des États insulaires. Il contribue au texte de l'ONU de la Convention sur les droits de la mer de 1982 et positionne son pays comme allié des États-Unis, accueillant des sous-marins et navires de guerre américains.
Néanmoins, les dirigeants politiques indo-fidjiens reprochent à Mara sa passivité lors des coups d'État de 1987 menés par des Fidjiens opposés à la victoire d'un Premier ministre, Timoci Bavadra, certes autochtone mais bon nombre de ministres sont indo-fidjiens. Tandis que le putchiste George Speight et ses alliés l'accusent de vendre le pays aux commerçants de la communauté indienne pour conserver le pouvoir.

## Honneurs

### Distinctions
- Chevalier commandeur de l'ordre de l'Empire britannique (KBE) (1969)[3]
- Chevalier grand-croix de l'ordre de Saint-Michel et Saint-Georges (1983)[4]
- Chancelier de l'ordre des Fidji (1995)
- Chevalier du très vénérable ordre de Saint-Jean (1983)[5]